# Campionat del món de ciclisme en pista de 1931
El Campionat Mundial de Ciclisme en Pista de 1931 es va celebrar a Copenhaguen (Dinamarca) del 21 al 30 d'agost de 1931.
Les competicions es van celebrar al Velòdrom d'Ordrup a la perifèria de Copenhaguen. En total es va competir en 3 disciplines, 2 de professionals i 1 d'amateurs.

## Resultats

### Professional
| Prova                | Or                             | Argent                  | Bronze                  |
| Velocitat individual | Willy Falck Hansen · Dinamarca | Lucien Michard · França | Jef Scherens · Bèlgica  |
| Darrere moto         | Walter Sawall · Alemanya       | Erich Möller · Alemanya | Victor Linart · Bèlgica |

### Amateur
| Prova                | Or                        | Argent                   | Bronze                           |
| Velocitat individual | Helger Harder · Dinamarca | Willy Gervin · Dinamarca | Anker Meyer-Andersen · Dinamarca |

## Medaller
| Pos. | País      | Or | Plata | Bronze | Total |
| 1    | Dinamarca | 2  | 1     | 1      | 4     |
| 2    | Alemanya  | 1  | 1     | 0      | 2     |
| 3    | França    | 0  | 1     | 0      | 1     |
| 4    | Bèlgica   | 0  | 0     | 2      | 2     |